# J'ai lu
Éditions J'ai lu es una editorial generalista francesa con sede en París. Fue fundada el 9 de abril de 1958 por Frédéric Ditis a petición de Henri Flammarion y se dedica principalmente a la publicación de libros de bolsillo. Su línea editorial es muy variada: literatura general, ciencia ficción, fantasía, cómic, novela policíaca, romántica, bienestar, esoterismo y documentos. Pública principalmente con encuadernación en rústica, pero también en gran formato a través de diversas colecciones como "Nouveaux Millénaires" y  "LJ", lanzadas respectivamente en 2011 y 2018, o con el ciclo de La Torre Oscura de Stephen King. Pasó a formar parte del Grupo Madrigall a partir del 2012.

## Historia
Éditions J'ai lu fue fundada en 1958 por Henri Flammarion y Frédéric Ditis. Se encuentran entre los pioneros de la edición en rústica. El nuevo formato de bajo precio revolucionó los hábitos de lectura y evolucionó rápidamente gracias al crecimiento del consumo que se produjo durante los Trente Glorieuses.Distribuida inicialmente en las tiendas Prisunic del centro de la ciudad, Éditions J'ai lu se hizo un hueco en las librerías gracias al autor Guy des Cars. 
Desde el principio, la empresa publicó a autores populares e identificó rápidamente el apetito de los lectores por géneros que aún estaban al margen de la cultura 'oficial', como la ciencia ficción, la espiritualidad o la ficción femenina. Éditions J'ai lu fue la primera editorial en realizar campañas publicitarias en 1967, lo que contribuyó al aumento de las ventas de la empresa; siendo pioneros en usar la publicidad en puntos de venta.

## Expansión
La colección de esoterismo ‘Aventure secrète’ se creó en 1968 a partir de la fusión de las dos colecciones ‘L'Aventure mystérieuse’ y ‘New Age’. En 1970, la ciencia ficción hizo su aparición con la colección ‘J'ai lu SF’. En 1986, el cómic se convirtió en ‘de bolsillo’ con Binet, André Franquin y Marcel Gotlib. En 1990, el libro de bolsillo se hizo práctico e ilustrado con ‘J'ai lu la vie’, un primo lejano de la actual colección ‘Bien-être’. En 1994, La metamorfosis y El Horla se ofrecen a bajo precio bajo la marca ‘Librio’. 
En 1997, el sello ‘Nouvelle Génération’ permitió la aparición de una nueva escena literaria con las voces de Virginie Despentes y Michel Houellebecq. En 2013, el humor fue un gran éxito con La femme parfaite est une connasse de Anne-Sophie Girard y Marie-Aldine Girard, con más de 2 millones de libros vendidos. En 2017, las ventas de El poder del Ahora de Eckhart Tolle, publicado el 1 de septiembre de 2010, alcanzaron el millón de ejemplares. J'ai lu continuó entonces publicando a sus autores emblemáticos como Fred Vargas, Paulo Coelho, Michel Houellebecq, Robin Hobb, George R. R. Martin, Eleanor Marie Robertson, Sylvia Day, John Gray, Gilles Legardinier y Anna Gavalda.